# 100 000 000 Fans Cant Be Wrong
This Left Feels Right je box set rock grupe Bon Jovi. Izdan je 2004., držao se kao 53 na Billboardovoj ljestvici.
Slika seta je kopija Elivisove kompilacije 50,000,000 Elvis Fans Can't Be Wrong iz 1959.

## Popis pjesama

### CD 1
1. "Why Aren't You Dead?"
2. "The Radio Saved My Life Tonight"
3. "Taking It Back"
4. "Someday I'll Be Saturday Night"
5. "Miss Fourth of July"
6. "Open All Night (#2)"
7. "These Arms Are Open All Night"
8. "I Get a Rush"
9. "Someday Just Might Be Tonight"
10. "Thief of Hearts"
11. "Last Man Standing"
12. "I Just Want to Be Your Man"

### CD 2
1. "Garageland"
2. "Starting All Over Again"
3. "Maybe Someday"
4. "Last Chance Train"
5. "The Fire Inside"
6. "Every Beat of My Heart"
7. "Rich Man Living in a Poor Man's House"
8. "The One That Got Away"
9. "You Can Sleep While I Dream"
10. "Outlaws of Love"
11. "Good Guys Don't Always Wear White"
12. "We Rule the Night"

### CD 3
1. "Edge of a Broken Heart"
2. "Sympathy"
3. "Only in My Dreams"
4. "Shut Up and Kiss Me"
5. "Crazy Love"
6. "Lonely at the Top"
7. "Ordinary People"
8. "Flesh and Bone"
9. "Satellite"
10. "If I Can't Have Your Love"
11. "Real Life"
12. "Memphis Lives in Me"
13. "Too Much of a Good Thing"

### CD 4
1. "Love Ain't Nothing But a Four Letter Word"
2. "Love Ain't Nothing But a Four Letter Word" (originalni demo)
3. "River Runs Dry"
4. "Always"
5. "Kidnap an Angel"
6. "Breathe" (B-strana)
7. "Out of Bounds"
8. "Letter to a Friend"
9. "Temptation"
10. "Gotta Have a Reason"
11. "All I Wanna Do Is You"
12. "Billy"
13. "Nobody's Hero"
14. "Livin' on a Prayer"

### CD 5 (Japan)
1. "With a Little Help From My Friends (uživo)"
2. "Love Is War"
3. "Borderline"
4. "Hush"
5. "I Wish Everyday Could Be Like Christmas"
6. "Save a Prayer"
7. "Fields of Fire"
8. "Another Reason to Believe"
9. "Let's Make It Baby"
10. "The End"